# Oostelijke grassluiper
De oostelijke grassluiper (Amytornis modestus) is een zangvogel uit de familie Maluridae (elfjes).

## Verspreiding en leefgebied
Deze soort is endemisch in Australië en telt zeven ondersoorten, waarvan twee zijn uitgestorven:
- A. m. indulkanna: noordelijk-centraal Zuid-Australië.
- A. m. raglessi: Flinders Ranges (zuidelijk-centraal Zuid-Australië).
- A. m. curnamona: Lake Frome (oostelijk-centraal Zuid-Australië).
- A. m. cowarie: Sturt Stony Desert (noordoostelijk Zuid-Australië).
- A. m. obscurior: noordwestelijk New South Wales.
- † A. m. modestus: zuidelijk Noordelijk Territorium.
- † A. m. inexpectatus: noordelijk en zuidelijk New South Wales.